# Gorka Izagirre
Gorka Izagirre Insausti (født 7. oktober 1987) er en tidligere professionel spansk cykelrytter, der sendt kørte for Cofidis. 
Han blev professionel rytter i sæsonen 2010, da han begyndte at cykle for Euskaltel-Euskadi. Izagirre har tidligere kørt som amatørrytter på det spanske cykelhold Contentpolis-Ampo. Han debuterede i Tour de France første gang i 2011-udgaven.
Han er storebror til cykelrytteren Jon Izagirre, der cykler for Cofidis.

## Meritter
2010
4. etape, Luxembourg Rundt
Prueba Villafranca de Ordizia
2011
2. plads, Trofeo Deyá
2012
Prueba Villafranca de Ordizia
2014
Prueba Villafranca de Ordizia
2017
Klasika Primavera
8. etape, Giro d'Italia